# Esquí acrobàtic als Jocs Olímpics d'hivern de 1998
Als Jocs Olímpics d'Hivern de 1998 celebrats a la ciutat de Nagano (Japó) es disputaren quatre proves d'esquí acrobàtic, dues en categoria masculina i dues més en categoria femenina en la modalitat de bamps i salts acrobàtics.
La competició se celebrà entre els dies 8 i 18 de febrer de 1998 a les instal·lacions d'Iizuna. Hi participaren un total de 110 esquiadors, entre ells 58 homes i 52 dones, de 25 comitès nacionals diferents.

## Resum de medalles

### Categoria masculina
| Prova                    | Or            | Argent            | Bronze           |
| Bamps Detalls            | Jonny Moseley | Janne Lahtela     | Sami Mustonen    |
| Salts acrobàtics Detalls | Eric Bergoust | Sébastien Foucras | Dmitri Dasxinski |

### Categoria femenina
| Prova                    | Or          | Argent              | Bronze        |
| Bamps Detalls            | Tae Satoya  | Tatjana Mittermayer | Kari Traa     |
| Salts acrobàtics Detalls | Nikki Stone | Xu Nannan           | Colette Brand |

## Medaller
| Posició | País            | Or | Argent | Bronze | Total |
| 1       | Estats Units    | 3  | 0      | 0      | 3     |
| 2       | Japó            | 1  | 0      | 0      | 1     |
| 3       | Finlàndia       | 0  | 1      | 1      | 2     |
| 4       | Alemanya        | 0  | 1      | 0      | 1     |
| 4       | França          | 0  | 1      | 0      | 1     |
| 4       | R.P. de la Xina | 0  | 1      | 0      | 1     |
| 7       | Belarús         | 0  | 0      | 1      | 1     |
| 7       | Noruega         | 0  | 0      | 1      | 1     |
| 7       | Suïssa          | 0  | 0      | 1      | 1     |
|         |                 |    |        |        |       |
| Total   | Total           | 4  | 4      | 4      | 12    |